# Bend It Like Beckham
 Bend It Like Beckham és una pel·lícula britànica dirigida per Gurinder Chadha el 2002. Amb més de 10 milions d'espectadors, aquesta pel·lícula va ser un dels grans èxits comercials del cinema britànic.

## Argument
Jess (diminutiu de Jesminder) és una jove britànica procedent d'una família índia. Enamorada del futbol i admiradora de David Beckham, és contactada per un club i veu com se li obren perspectives professionals allunyades d'allò que els seus pares, més aviat tradicionalistes, havien previst per a ella. Animada pel seu millor amic i per la capitana del seu equip, que també lluita contra la seva mare per esdevenir professional als Estats Units, la història es complica quan se sent atreta per l'entrenador. La seva decisió la portarà a imposar els seus desitjos al clan familiar.

## Comentari
Gurinder Chadha, la realitzadora, considera aquesta pel·lícula com la seva més autobiogràfica - encara que mai no hagi estat futbolista. La pel·lícula ha estat rodada al barri de Hounslow (Londres) on va passar la seva infantesa i molts figurants són de la seva pròpia família. Bend It Like Beckham  pertany a un gènere clàssic, el de les pel·lícules el missatge de les quals és: «Tant és el que altres volen que siguis, fes el que t'agrada si hi estàs dotat» (Flashdance, Billy Elliot,... Els exemples són nombrosos). En aquest registre, Bend It Like Beckham  aconsegueix sorprendre, no per la seva trama narrativa sinó per la qualitat del seu repartiment, pels seus temes annexos (origen hindú d'una família londinenca, futbol femení) i pel seu humor .
Probablement cridada a ser un clàssic del cinema britànic, Bend It Like Beckham ha tingut un èxit molt important, sobretot al Regne Unit i als Estats Units.

## Repartiment
- Parminder Nagra: Jesminder 'Jess' Kaur Bhamra
- Keira Knightley: Juliette 'Jules' Paxton
- Jonathan Rhys-Meyers: Joe, l'entrenador dels Hanslow Harriers
- Anupam Kher: Monsieur Bhamra, el pare de Jess
- Archie Panjabi: Pinky Bhamra, la germana de Jess
- Shaznay Lewis: Mel, la capitana negra dels Hanslow Harriers
- Juliet Stevenson: Paula Paxton, la mare de Jules
- Frank Harper: Alan Paxton, el pare de Jules
- Shaheen Khan: Madame Bhamra, la mare de Jess
- Ameet Chana: Tony, el fidel amic de Jess
- Pooja Shah: Meena
- Paven Virk: Bubbly
- Preeya Kalidas: Monica
- Trey Farley: Taz
- Saraj Chaudhry: Sonny
- Imran Ali: Gary
- Kulvinder Ghir: Teetu
- Harvey Virdi: Mare de Teetu
- Ash Varrez: Pare de Teetu
- Adlyn Ross: Vella tia
- Shobu Kapoor: Polly
- Zohra Segal: Biji
- Ahsen Bhatti: Net de Nairobi
- Tanveer Ghani: Cameraman
- Nina Wadia: Convidada al casament
- Jenni Birch: Futbolista de les Hounslow Harriers
- Olivia Scholfield: Futbolista de les Hounslow Harriers
- Natasha Lee: Futbolista de les Hounslow Harriers
- Louise Walker: Futbolista de les Hounslow Harriers
- Danielle Richards: Futbolista de les Hounslow Harriers
- Suzanna Keeka: Futbolista de les Hounslow Harriers
- Tanya Beverly: Futbolista de les Hounslow Harriers
- Sally Kirkbride: Futbolista de les Hounslow Harriers
- Maki Okumurakami: Futbolista de les Hounslow Harriers
- Nav Bopari: Futbolista de les Hounslow Harriers
- Gary Lineker: Ell mateix
- Alan Hansen: Ell mateix
- John Barnes: Ell mateix
- John Motson: Ell mateix (veu)

## Al voltant de la pel·lícula
- David Beckham i Victoria Beckham mai no apareixen a la pel·lícula Bend It Like Beckham . Volien sortir-hi, però els seus compromisos no ho van fer possible, i el realitzador ha decidit finalment utilitzar sòsies.
- Traducció original del títol: Xuta-la com Beckham  (en relació amb la manera de treure els cops francs de David Beckham)
- El barri on es desenvolupa l'acció, Hounslow, és als afores londinencs, a prop de Heathrow (l'aeroport és proper), amb una forta comunitat índia.